# Geoff Keighley
Geoff Keighley est un journaliste et animateur de télévision canadien né en 1978, spécialiste de l'industrie vidéoludique.
Après avoir démarré sa carrière en tant que journaliste vidéoludique indépendant et animé les programmes télévisés GameTrailers et G4tv.com, il se fait particulièrement connaître dans les années 2010 en devenant la figure principale de deux rendez-vous annuels populaires de l'industrie du jeu vidéo, les Game Awards et le Summer Game Fest.
Dans les années 2020, son influence est telle qu'il est désormais vu comme le « grand maître de cérémonie » attitré de l'industrie du jeu vidéo. Les projets qu'il soutient bénéficient de sa notoriété, mais une partie de la presse estime que son style souffre d'une vision mercantile qui laisse peu la place aux œuvres qu'un présentateur serait censé mettre en valeur.

## Biographie

### Jeunesse
Geoff Keighley nait en 1978 et grandit à Toronto, au Canada, dans un cadre privilégié, avec un accès facile à des ordinateurs et consoles de jeu. Ses parents faisant tous deux partie de l'équipe dirigeante du constructeur de caméras et de projecteurs IMAX Corporation, il baigne dans son enfance dans l'effervescence des cérémonies de récompenses du cinéma et notamment de celle des Oscars, pour laquelle il développe par le biais de ses parents une grande admiration. Grâce à son père, il obtient en 1994, alors adolescent, un petit rôle de rédacteur pour une cérémonie consacrée aux jeux vidéo, Cybermania ’94: The Ultimate Gamer Awards, où il fournit aux présentateurs les textes à lire pour introduire chaque jeu.
Encore adolescent, il décroche un petit travail de bêta testeur pour Sierra Entertainment, après leur avoir envoyé un courrier de fan. En 1996, il lance un site internet consacré aux jeux vidéo, GameSlice, qui se fait remarquer par la qualité de sa rédaction et son originalité éditoriale. Ce rôle lui permet d'entrer en contact avec de nombreux studios, qu'il impressionne par sa connaissance du secteur.

### Carrière
Alors qu'il étudie le droit à l'université, Keighley commence à rédiger des articles en indépendant sur des sujets culturels ou liés à l'informatique, notamment pour Entertainment Weekly et Fortune. Par la suite, il acquiert la réputation d'être un journaliste respecté, dont le travail est notamment publié sur Kotaku.

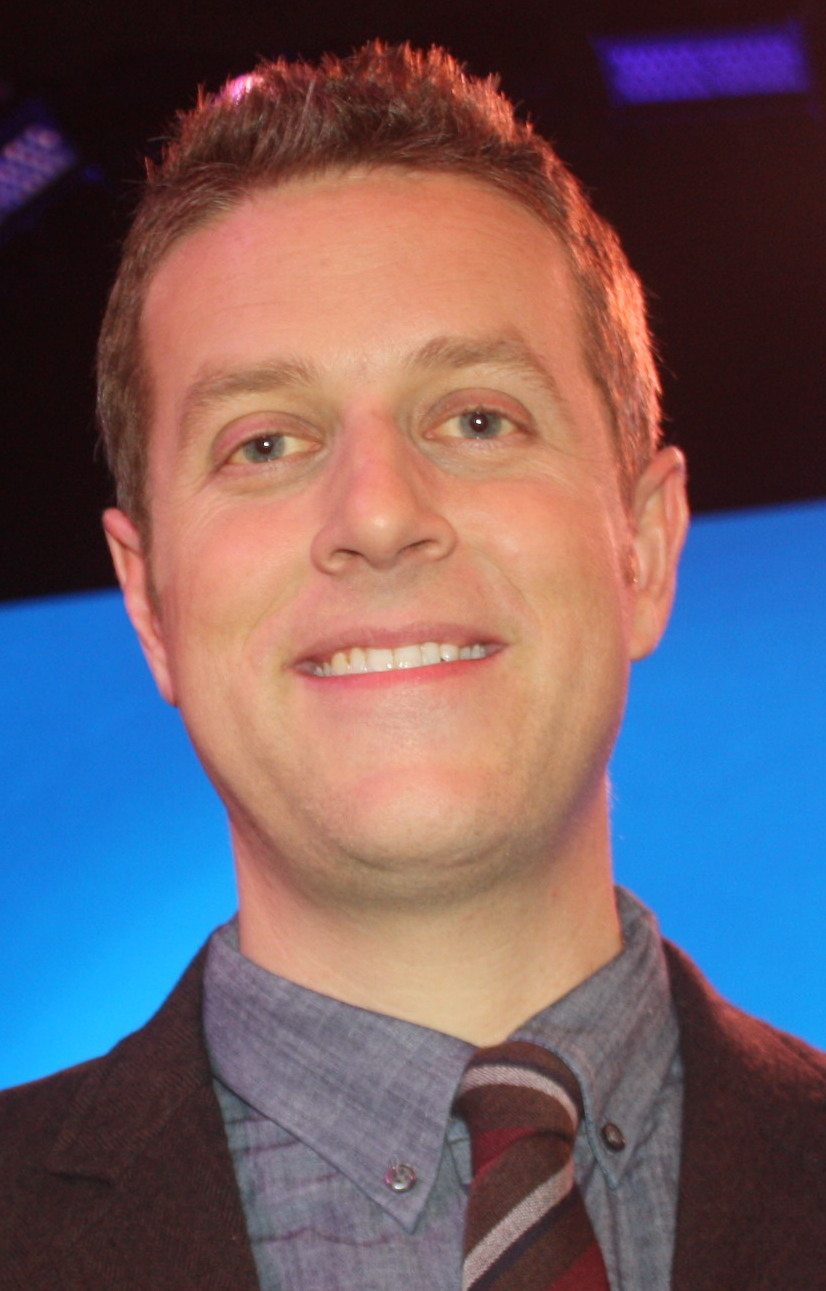
Geoff Keighley en 2013.

Invité au début des années 2000 à rejoindre une émission canadienne consacrée aux jeux vidéo, The Electric Playground, il développe le goût de la présentation d'émissions, et décroche en 2005 un poste chez Spike TV, une chaîne à destination des jeunes hommes et qui projette de décerner des récompenses aux meilleurs jeux vidéo. En plus de sa propre émission, pour laquelle il crée une quarantaine d'épisodes par an pour Spike, Keighley s'implique de plus en plus dans la cérémonie des Spike Video Game Awards, dont il est en 2008 un producteur et co-animateur important. Cette émission annuelle profite de la jeunesse de l'industrie vidéoludique pour essayer des animations audacieuses, rétrospectivement jugées sexistes et immatures. En 2013, la cérémonie tente un format différent, avec un humour prenant les invités et le public pour cibles ; la presse voit dans ce style de présentation un échec, et Keighley lance les Game Awards l'année suivante, en 2014. Il présente également l'événement E3 Coliseum à l'Electronic Entertainment Expo ainsi que la gamescom 2020,. À partir de 2019, lorsque le salon allemand Gamescom se dote d'une cérémonie d'ouverture diffusée en ligne, Keighley devient son présentateur attitré.
Dans la fin des années 2000 et début des années 2010, Geoff Keighley est également lié à plusieurs moments viraux liés aux jeux vidéo. En 2008, il apparaît dans un segment de la chaîne télévisée conservatrice américaine Fox News, qui couvre le jeu vidéo Mass Effect ; il y contredit fermement et calmement les deux présentateurs, qui s'y moquaient du jeu, et force l'admiration de nombreux internautes amateurs de jeu vidéo. Il apparaît également dans une vidéo à l'origine du scandale dit du Doritos-gate, : filmé en train de jouer à Halo au milieu d'emballage de chips de la marque Doritos et de cannettes de soda Mountain Dew, le présentateur est moqué pour sa propension à accueillir des publicités dans ses émissions.
En 2020, alors que la pandémie de Covid-19 contraint l'annulation du salon annuel de l'Electronic Entertainment Expo (E3), Geoff Keighley lance en streaming depuis Los Angeles une émission destinée à remplacer la plateforme promotionnelle qu'est l'E3, qu'il intitule « Summer Game Fest ». L'influence de l'émission croît exponentiellement d'année en année, tandis que Keighley en reste l'unique dirigeant.

## Image publique

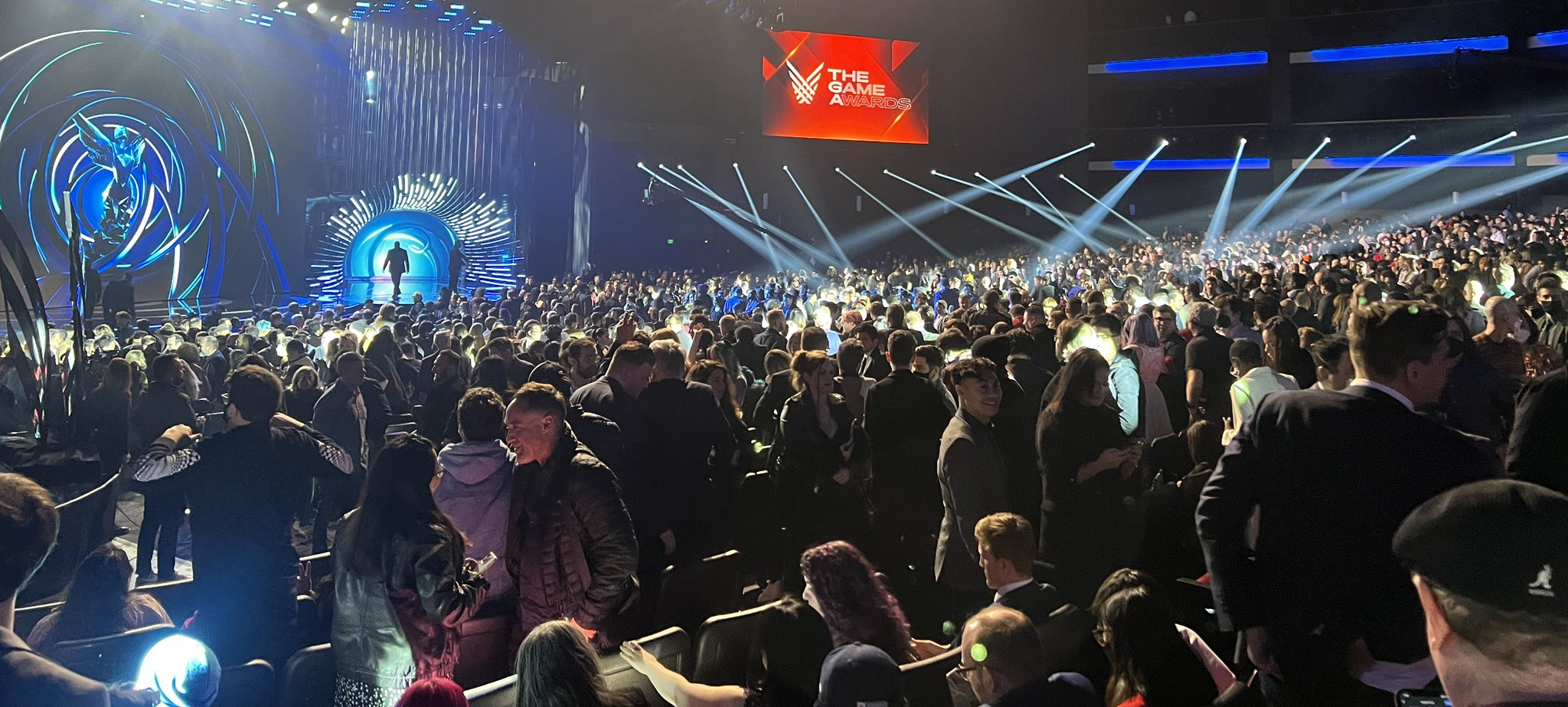
L'audience des Game Awards, que Keighley dirige et dont il est la figure principale, atteint pour son édition 2022 plus de 100 millions de spectateurs.

Dans les années 2020, l'influence de Keighley est telle qu'il est désormais vu comme le « grand maître de cérémonie » attitré de l'industrie du jeu vidéo, lui qui gère notamment la présentation des Game Awards, du Summer Game Fest, et la soirée d'ouverture de la Gamescom. Ses compétences en marketing sont remarquées, et il prend soin de cultiver la même apparence, coupe de cheveux et voix juvénile tout au long de sa carrière.
Sa gestion vaut à la cérémonie des Game Awards d'accroître rapidement son audience, en atteignant plus de 100 millions de spectateurs en 2023. Celle-ci s'établit peu à peu au cours des années 2010 comme une plateforme privilégiée de promotion des jeux vidéo, entre dévoilement en exclusivité mondiale de jeux encore non-annoncés, et diffusion d'extraits de jeux à venir, jusqu'à prendre le pas sur l'E3. En 2024, le magazine Esquire considère qu'entre les Game Awards et le Summer Game Fest, Keighley se retrouve désormais à la tête des deux plus grands évènements annuels de pop culture.
Le mélange des genres qu'offrent ces plate-formes peut cependant déplaire : des éléments comme le tarif élevé pour figurer dans les deux évènements, l'opacité de leur fonctionnement, ou encore la place accordée à la notoriété, soulèvent des inquiétudes. Une partie de la presse estime que le style de Keighley laisse peu la place aux œuvres que la cérémonie est censée récompenser, en constatant que les publicités sont agencées de manière à promouvoir des démos ou des soldes, parfois même pour des services de livraison plutôt que pour des jeux vidéo, ; et d'autre part, que le présentateur se montre réticent à aborder les thèmes de société qui secouent l'industrie vidéoludique, de crainte possiblement de perdre une partie de cette vaste audience,.

## Postérité
Geoff Keighley prête ses traits en 2019 à un personnage secondaire du jeu vidéo Death Stranding, réalisé par Hideo Kojima, dont il est un ami.